# Peter Forster (actor)
Peter Cochrane Forster (Londres, Inglaterra, 29 de junio de 1920-Brentwood, California, 16 de noviembre de 1982) fue un actor británico. Apareció en películas como Dangerous Charter, The Three Stooges Go Around the World in a Daze y Escape from the Planet of the Apes. Apareció también en programas de televisión como The Untouchables y Hazel.
Se casó con la actriz Jennifer Raine. El hijo de la pareja, el también actor Brian Forster, nació en 1960.
Forster murió de un ataque cardíaco a los 62 años de edad.

## Filmografía

### Cine
| Año  | Título                                          | Director                                       | Papel             | Nota          |
| ---- | ----------------------------------------------- | ---------------------------------------------- | ----------------- | ------------- |
| 1951 | The Desert Fox: The Story of Rommel             | Henry Hathaway                                 | Comando           | Sin acreditar |
| 1957 | Träume von der Südsee                           | Harald Philipp                                 | Freddy            |               |
| 1962 | Dangerous Charter                               | Robert Gottschalk                              | Monet             |               |
| 1963 | Cleopatra                                       | Ver listaJoseph L. Mankiewicz Rouben Mamoulian | 2.º oficial       | Sin acreditar |
| 1963 | The Three Stooges Go Around the World in a Daze | Norman Maurer                                  | Vickers Cavendish |               |
| 1964 | Father Goose                                    | Ralph Nelson                                   | Chaplain          | Sin acreditar |
| 1966 | Batman: The Movie                               | Leslie H. Martinson                            | Sr. Percy         | Sin acreditar |
| 1971 | Escape from the Planet of the Apes              | Don Taylor                                     | Cardenal          |               |
| 1972 | 1776                                            | Peter H. Hunt                                  | Oliver Wolcott    | Sin acreditar |

### Televisión
| Año       | Título                              | Papel                                    | Nota           |
| --------- | ----------------------------------- | ---------------------------------------- | -------------- |
| 1952      | Lux Video Theatre                   | Muchacho                                 | 1 episodio     |
| 1956      | Kraft Television Theatre            | Oficial                                  | 1 episodio     |
| 1958      | Shirley Temple's Storybook          | Capitán                                  | 1 episodio     |
| 1959      | Father Knows Best                   | Inspector                                | 1 episodio     |
| 1960      | 77 Sunset Strip                     | Eddie                                    | 1 episodio     |
| 1961      | Letter to Loretta                   | Mark                                     | 1 episodio     |
| 1961      | Sea Hunt                            | Dr. Alan Clark                           | 1 episodio     |
| 1961      | Thriller                            | Ver listaGeorge Mervyn Inspector Daniels | 2 episodios    |
| 1962      | The Untouchables                    | Tony Masters                             | 1 episodio     |
| 1964      | Hazel                               | Doorman                                  | 1 episodio     |
| 1965      | The Rogues                          | Ames                                     | 1 episodio     |
| 1966      | The Double Life of Henry Phyfe      | Sr. Morton                               | 1 episodio     |
| 1966      | Run for Your Life                   | Henry Laudermilk                         | 1 episodio     |
| 1967      | The Man from U.N.C.L.E.             | Guardia uniformado                       | 1 episodio     |
| 1973      | Mannix                              | Ver listaPeatonal Gerente                | 2 episodios    |
| 1973      | Adam's Rib                          | Asistente                                | 1 episodio     |
| 1974      | Cannon                              |                                          | 1 episodio     |
| 1974      | Night Games                         | Jury Foreman                             | Película de TV |
| 1975-1977 | Barnaby Jones                       | Ver listaCamarero Dr. Parker             | 2 episodios    |
| 1976      | Amelia Earhart                      | Sr. Gallagher                            | Película de TV |
| 1976      | Baretta                             | Wilcox                                   | 1 episodio     |
| 1977      | The Rockford Files                  | Juez Hovis                               | 1 episodio     |
| 1978      | The Hardy Boys/Nancy Drew Mysteries | Desk Clerk                               | 2 episodios    |
| 1978      | The Next Step Beyond                | Jason                                    | 1 episodio     |
| 1980      | Little House on the Prairie         | Gray                                     | 1 episodio     |
| 1982      | Drop-Out Father                     | Cliente                                  | Película de TV |